# Onopordum acaulon

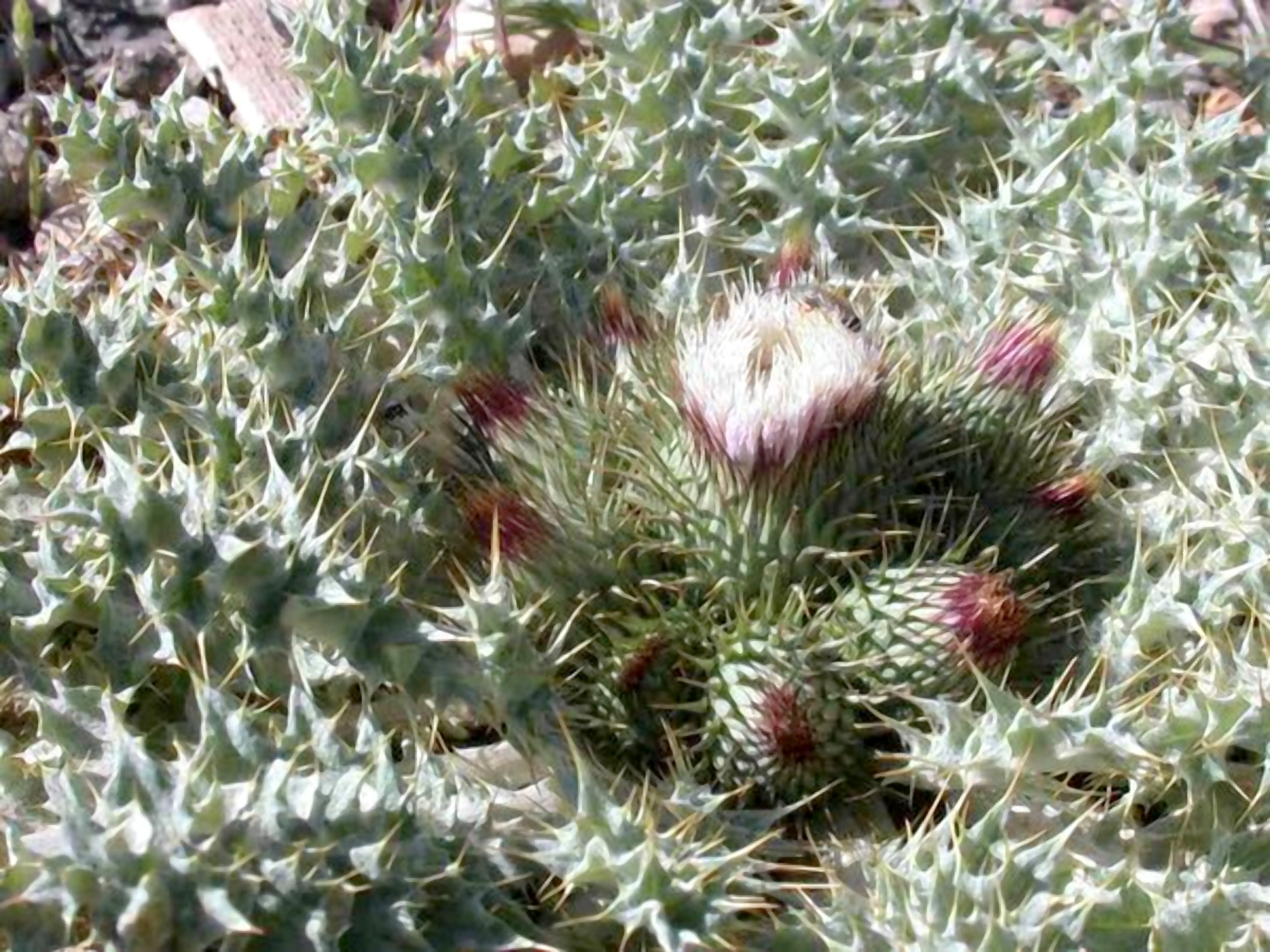
Detalle de la inflorescencia acaule

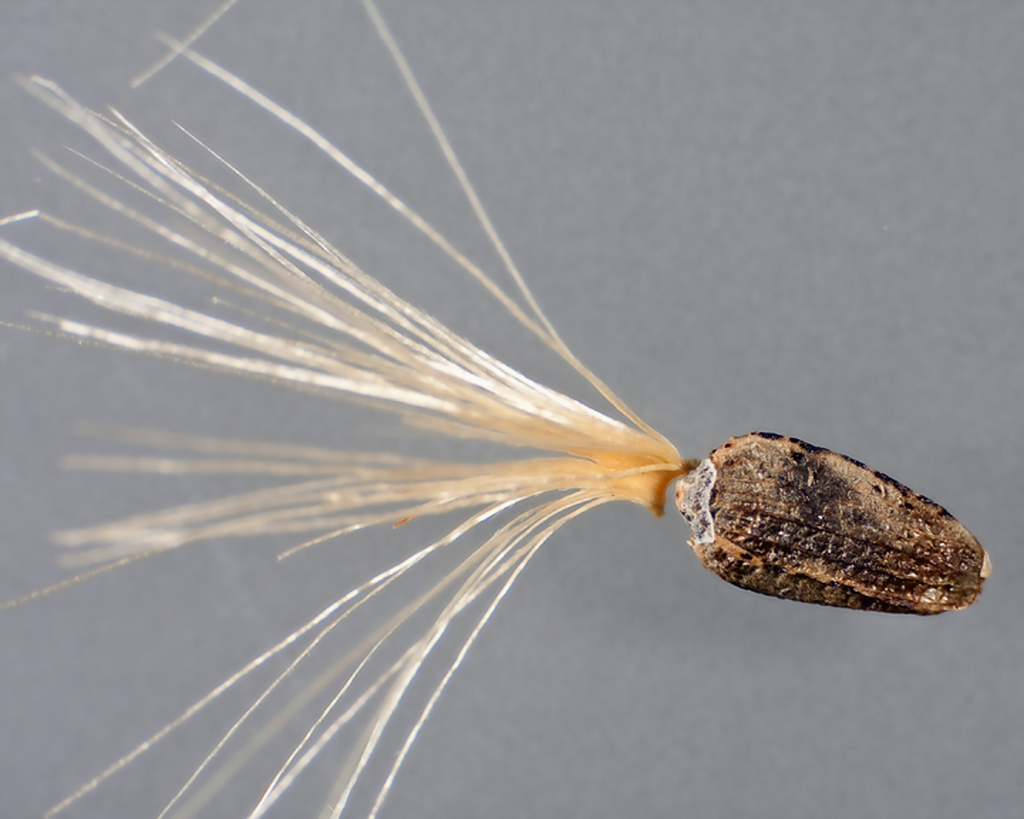
Cipsela suelta con su vilano y eleosoma basal, placa apical poligonal y nectario central.

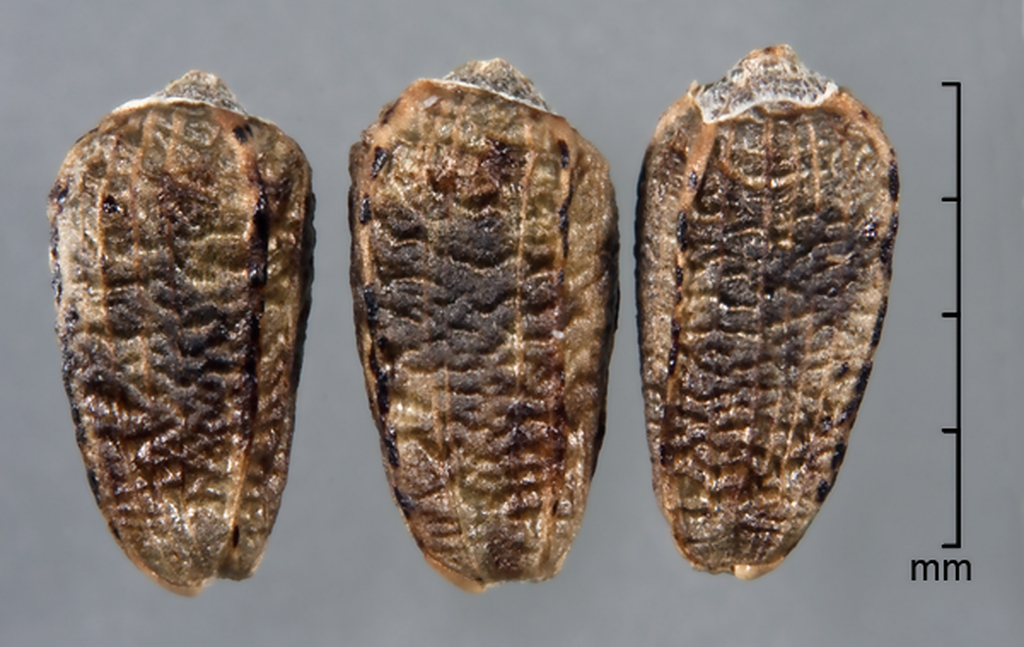
Cipselas sueltas desprovistas de su vilano. Eleosomas basales en el borde del hilo cárpico.

Onopordum acaulon, llamado comúnmente cardo blanco sentado entre otros nombres, es una especie de planta herbácea del género Onopordum de la familia de las asteráceas.

## Descripción
Se trata de una planta herbácea perenne, acaule, de un color blanco grisáceo, con un denso indumento de pelos araneosos, pelos glandulíferos y glándulas. Las hojas, todas en una roseta basal de 8-45 cm de diámetro, tienen generalmente un peciolo de 1-10 cm y un limbo de 3,5-35 por 1,5-12 cm, elíptico, oblongo-elíptico, obovado o más o menos lanceolado, dentado, pinnatífido o pinnatisecto (los lóbulos con espinas de 1,5-15 mm). Son de un color blanco grisáceo o ceniciento y con denso indumento araneoso, sobre todo por el envés. Los capítulos, sentados o con cortos pedúnculos de hasta de 3 cm, son solitarios o en grupos hasta de 12, con un involucro de 25-60 por 20-70 mm, ovoide o globoso, con brácteas algo coriáceas, imbricadas, en 10-11 series y gradualmente
mayores de fuera hacia dentro; las externas, de 6-20 por 2-5(6,5) mm, son lanceoladas o triangular-lanceoladas con espina de 1-6,5 mm, erectas, patentes o reflexas; las medias son semejantes a las anteriores; las internas son linear-lanceoladas, con espina de 1,5-6 mm, erectas, de margen prácticamente liso y la cara exterior pubescente y glandulosa. El receptáculo es plano y alveolado, con bordes de los alvéolos irregularmente dentados. La corola de los flósculos, de unos 20-25 mm de largo, es glabra, con  tubo 10-17 mm, blanquecino y limbo 6,5-9,5 mm, de color blanco o rosado-violeta, con lóbulos desiguales de 2,5-5,5 mm. Las cipselas, de 3-5 por 1,5-2,5 mm, son obovoides, de sección más o menos cuadrangular, con 4 costillas longitudinales resaltadas en los ángulos y con otras numerosas costillas más finas en las caras que son, también, transversalmente y irregularmente onduladas; la placa apical, de margen entero, ostenta un nectario central persistente rodeado de un vilano blanquecino con 2-3 filas de pelos de 16-30 mm, subplumosos con denticulos de 0,15-0,25 mm, soldados en un anillo basal y caedizo en bloque. El Hilo está eventualmentre acompañado de un eleosoma. Las semillas carecen de endospermo.
Variedades
En España se conocen 2 variedades, que pueden coexistir y con individuos intermedios: 
- la var. acaulon está distribuida por casi toda el área de presencia y se caracteriza por tener hojas de 5-34 por (1,6)2,5-12 cm, todas pinnatisectas o las externas pinnatipartidas, con espinas de 2,5- 14 mm y dispuestas en rosetas de 10,5-45 cm de diámetro.
- la var. uniflorum  es menos frecuente y está dispersa por la misma área; se caracteriza por tener hojas de 3,5-11(16) × 1,5-5,5(7,7) cm, dentadas o a veces pinnatífidas, con espinas delicadas de 1,5-5(10) mm y dispuestas en rosetas de 8-39 cm de diámetro.[1]

## Distribución y hábitat
Es una especie nativa del Mediterráneo occidental (Francia, incluida Córcega, España y Norte de África). En la península ibérica, solo está presente, de manera dispersa, en la mitad oriental de España. y se ha naturalizado Australia.>
Crece en sotobosques, matorrales y pastizales, taludes, crestas y roquedos, en substratos generalmente calizos, margosos o yesosos, desde 200 hasta unos 3000 m de altitud. Florece y fructifica de abril a agosto.

## Taxonomía
Onopordum acanthium fue descrita por Carlos Linneo y publicado en Species Plantarum, Editio Secunda, vol. 2, p. 1159, 1763. En ausencia del tipo de Linneo, un neótipo fue designado en 1998 a partir del herbario de A.L. de Jussieu.
Etimología
- Onopordum: El nombre genérico proviene del latín ǒnǒpordǒn/ǒnǒpradǒn, derivado del Griego όνόπoρδoν, de όνό «burro» y πορδον «pedo», o sea que «pedo de burro», aludiendo a la supuesta propiedad de la planta de producir ventosidades ruidosas a estos animales cuando se la comen,[8][9] referenciado como tal en Plinio el Viejo, Historia naturalis (27, 110, LXXXVII: "Onopradon cum ederunt, asini crepitus reddere dicuntur.")[10][11] y corroborado por el creador del género («Onopordon est composé des mots Grecs 'όνος', Asne , & 'πέρδω', je pete, parce qu'on prétend que ces Plantes font peter les Asnes qui en mangent»).
- acaulon: epíteto latino de significado evidente, acaule.

Sinonimia
- Cirsium acaulon var. orbiculatum (Loscos) Pau
- Cirsium orbiculatum Loscos
- Onopordum acaulon subsp. acaulon L.
- Onopordum acaulon subsp. uniflorum (Cav.) Franco
- Onopordum acaulon var. acaulon L.
- Onopordum acaulon var. altivallum Pau
- Onopordum acaulon var. genuinum Rouy
- Onopordum acaulon var. polycephala auct.
- Onopordum acaulon var. pyrenaicum (DC.) Rouy
- Onopordum acaulon var. uniflorum (Cav.) Pau
- Onopordum guinemeri Sennen
- Onopordum pyrenaicum DC.
- Onopordum uniflorum Cav.[4][1][12]

## Citología
*2n=34

## Nombres comunes
- Castellano: cabeza de cardo (2), cardencha, cardo blanco, cardo blanco sentado (4), toba sentada.(Las cifras entre paréntesis indican la frecuencia de uso del vocablo en España).[4]